# Günther Niemeyer
Günther Niemeyer (* 3. April 1911 in Hameln; † 3. Februar 1985 ebenda) war ein niedersächsischer Politiker (CDU) und Mitglied des Niedersächsischen Landtages.

## Leben
Nach dem Besuch der Vorschule von 1918 bis 1922 und des Gymnasiums von 1922 bis 1932 in seinem Heimatort studierte Niemeyer von 1932 bis 1936 in Heidelberg, Frankfurt am Main und Berlin. Vom Februar 1936 bis zum August 1939 war er als Leiter der Firma CW. Niemeyer Buchdruck und Verlag tätig.
Politisch gehörte Niemeyer bis 1933 der DVP an. Zum 1. Mai 1937 trat er der NSDAP bei (Mitgliedsnummer 4.061.698). Vom Dezember 1933 bis August 1939 war er in der SA, wo er als Pressewart tätig war. Vom Juli 1936 bis August 1939 war er bei der DAF, von 1938 bis August 1939 bei der NSV, von 1934 bis August 1939 im NS-Reichsbund für Leibesübungen, von 1933 bis 1936 in der Deutschen Studentenschaft, vom August 1936 bis April 1945 in der Reichspressekammer und 1934 beim RAD.
Vom Dezember 1939 bis März 1945 absolvierte Niemeyer seinen Kriegsdienst.
Von der Militärregierung wurde er am 13. November 1947 in Kategorie IV als „Mitläufer“ entnazifiziert. Vom Entnazifizierungs-Hauptausschuss für Kulturschaffende Hannover wurde er am 26. April 1949 in Kategorie V entnazifiziert.
Niemeyer war Zeitungsverleger und gehörte in der vierten Wahlperiode dem Niedersächsischen Landtages vom 6. Dezember 1961 bis 5. Mai 1963 als Angehöriger der CDU-Fraktion an. Im Landtag war er vom 30. April 1962 bis 30. Mai 1962 Mitglied im Ausschuss zur Wahl der Mitglieder des Staatsgerichtshofes und vom 30. Mai 1962 bis 5. Mai 1963 im Ausschuss für Wirtschaft und Verkehr.

## Ehrungen
- 1971: Verdienstkreuz 1. Klasse der Bundesrepublik Deutschland